# ダリネゴルスク

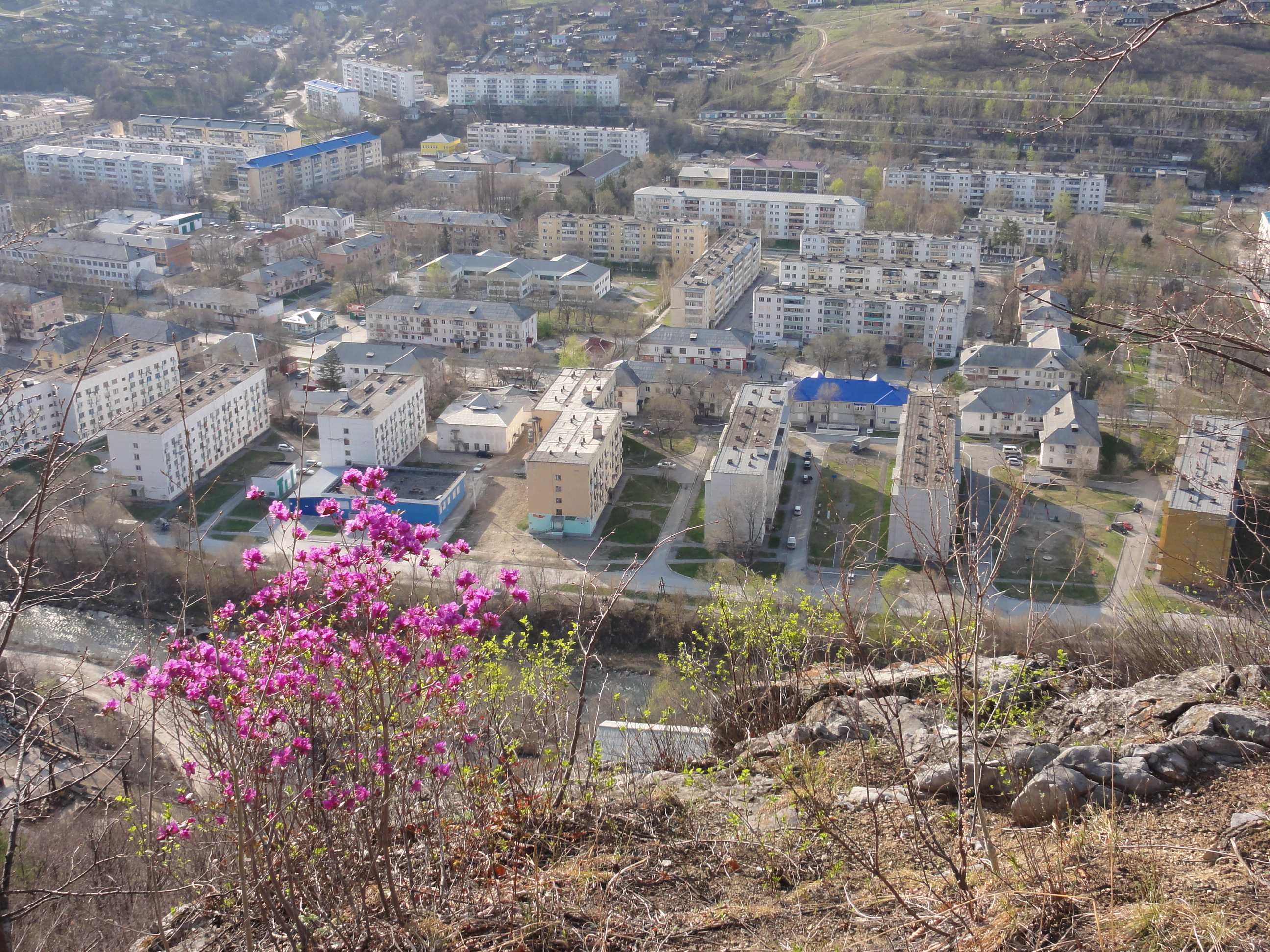
ダリネゴルスク中心部

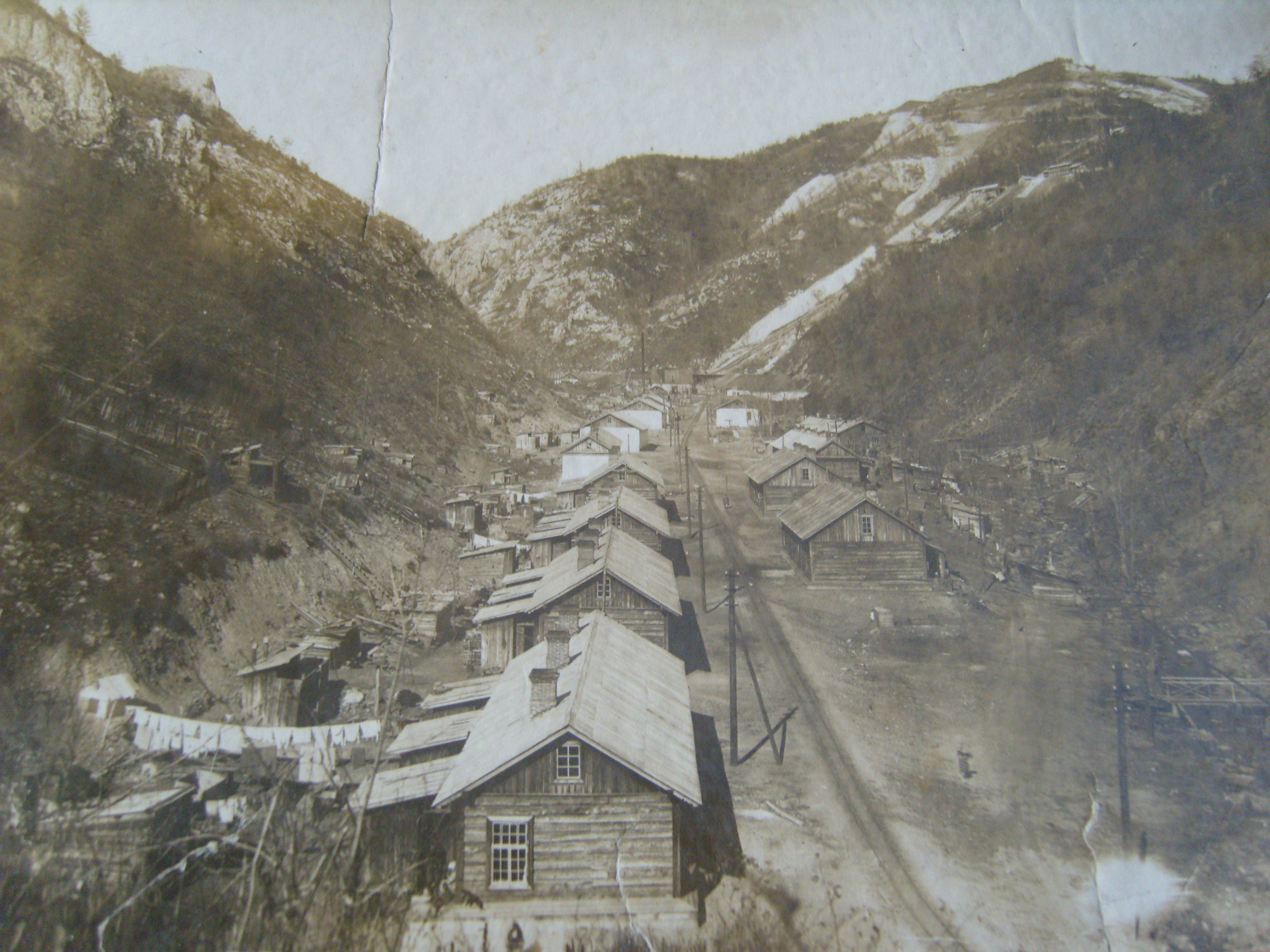
鉱山町テチューヘ（1934年）

ダリネゴルスク（ロシア語: Дальнегорск, ラテン文字転写: Dal'negorsk または Dalnegorsk; 中: 達利涅戈爾斯克）は、ロシアの極東部、沿海地方のダリネゴルスク地区にある町。人口は3万3655人（2021年）。
かつてはテチューヘ（ロシア語: Те́тюхе, ラテン文字転写: Tetyukhe）といった。1860年の北京条約までは沿海地方は清の領土・外満洲であったため、多くの中国語由来の地名が残っており、テチューヘも中国語: 野猪河（拼音: yĕzhūhé）を転じた名称である。テチューヘはシベリア抑留や気象通報などによって日本でもよく知られていた名称だった。
1972年、1960年代から深刻化した中ソ対立の影響により中国語・満洲語由来の地名をロシア語地名へ改称する政策の一環として、現在の地名に変更された。

## 地理・気候
日本海から30 kmほどシホテアリニ山脈山中に入った場所で、ルドナヤ川（「鉱石の川」、旧称テチューヘ川）が流れている。最寄の港は、ルドナヤ川の河口にある日本海に面したルドナヤプリスタニで、35 km離れている。
沿海地方の最大都市ウラジオストクなどからの路線が就航する空港がある。ウラジオストクからは道路で517 km。ハバロフスクとウラジオストクを結ぶロシア連邦道路A370「ウスリー」からミハイロフカ付近で分かれる地方道05N-100が通っている。最寄の駅は198 km離れたチュグエフカ（シベリア鉄道から東のシホテアリニ山中へ分かれる支線の終着駅）。かつてはルドナヤプリスタニ港まで狭軌鉄道が通っていたが、市内区間は廃止されている。
冬期は大陸内陸からの乾いたモンスーンが吹き付けて厳寒となるが、降雪はそれほど多くない。逆に夏期は日本海からの風が山地に吹き付けて30度を超えることはほとんどないものの多雨多湿となり日照時間も少なくなる。

## 歴史
集落の設立は1899年。スイスからの移民であったユリウス・ブリンナー（Julius Brynner）という人物がテチューヘ川（現在のルドナヤ川）沿いのこの地に鉛と亜鉛の鉱山を設立した。息子のボリス・ブリンナーが1931年まで鉱山を所有・管理しており、ソビエト連邦の中でも最後に国有化された鉱山のひとつである。ウラジオストクで生まれたボリスの息子ユル・ブリンナーは後にハルビンからパリへ渡り、第二次世界大戦後アメリカで有名な映画俳優になった。
1930年にテチューヘは都市型集落（町）へと昇格し、1972年にダリネゴルスクと改名された。1989年に市制施行されている。

## 産業
地元のほとんどの市民は採鉱・冶金企業「JSC Dalpolimetal」（ダリポリメタル社）と化学企業「JSC Bor」（ボル社）の2社で働いている。1897年に操業を開始した鉱山を前身とするダリポリメタルは、鉛などを採鉱し、冶金工場で精錬している。ロシアで生産する鉛の58%を占め、生産量の3分の2を日本、韓国、中国へ輸出している。1965年に設立されたプリモルスキー鉱業は、後に化学メーカー「ボル」へ改称し、精製されたホウ素などから精密機器の原料となるホウ酸や洗剤などを製造している。その他にこの地方で見つかる特徴ある水晶や蛍石、方鉛鉱などの鉱物を標本用として高い技術で採掘して商業化し、生産量の4分の3ほどをイギリス、イタリア、フランス、日本、オーストラリア、韓国、中国など、アジアやヨーロッパ諸国に輸出、世界の多くの鉱物市場やミネラルショーなどで取引され広い層に珍重されている。ボル社はロシアで成功した40の企業のリストに掲載された。
しかし一方では大気汚染など重金属による環境への影響も深刻であるとして、ブラックスミス研究所はルドナヤプリスタニを隣接するダリネゴルスクとともに地球上で最も汚染された10箇所の1つに挙げた。しかしロシアの環境NGOはこのリストには疑問があるとしている。
ダリネゴルスクは工業都市であるが、ポグラニーチヌイ地区の90%はチョウセンゴヨウ（またはチョウセンマツ）や広葉樹に覆われた多くの生物のすむ山林地帯であり、エコツーリズムの可能性を秘めている。

## UFO事件
ダリネゴルスク近郊のイズヴェストコヴァヤ山（Mount Izvestkovaya、別名611高地）は、1986年1月29日に光の球が目撃され、UFOが墜落または着地したと称される「611高地UFO事件」の起こった場所である。

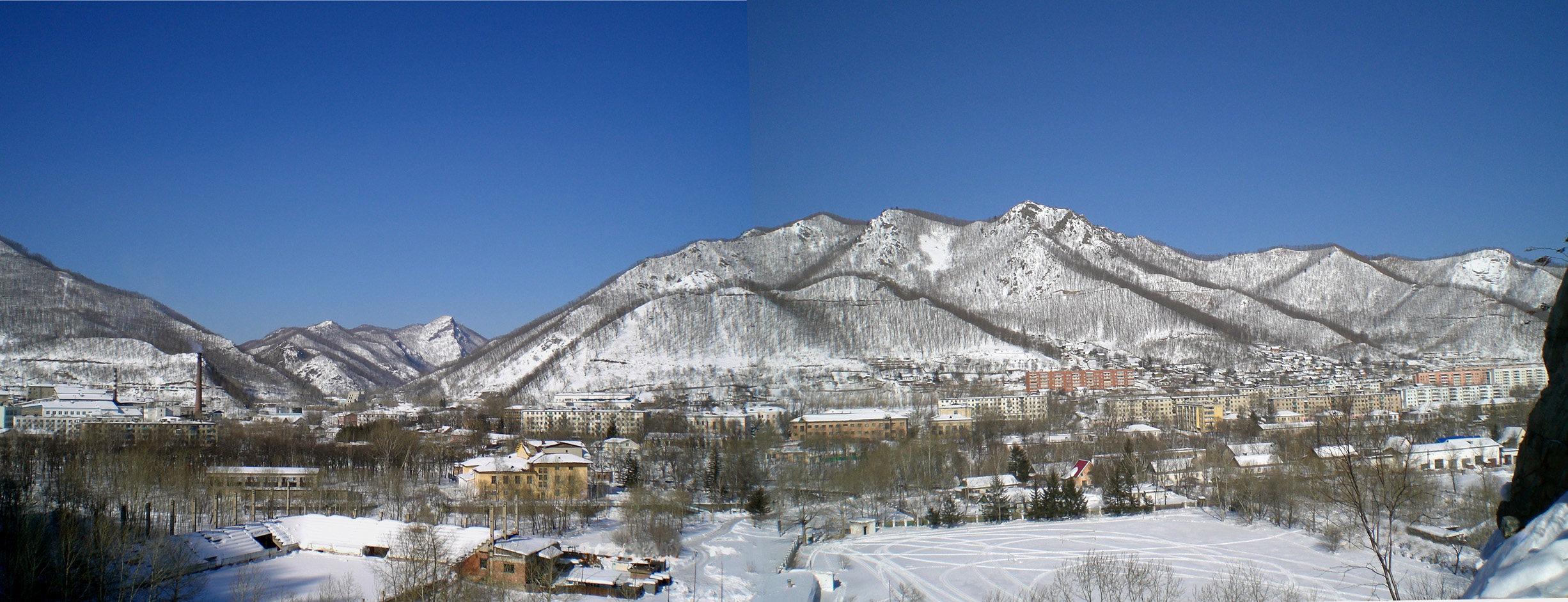
冬のダリネゴルスクの町。後ろにイズヴェストコヴァヤ山（611高地）がそびえる

## ギャラリー

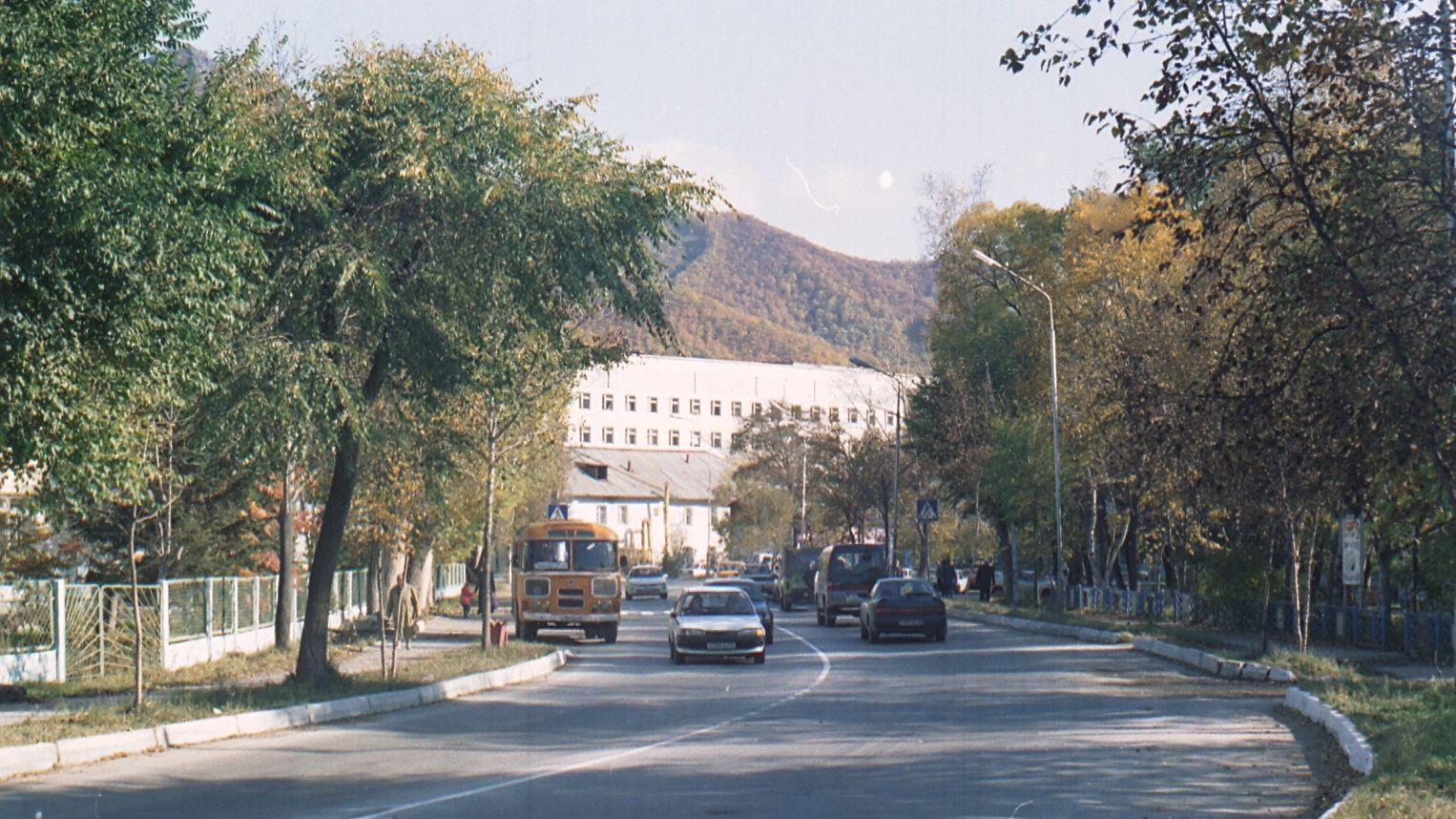
町のメインストリート、十月革命50周年大通り
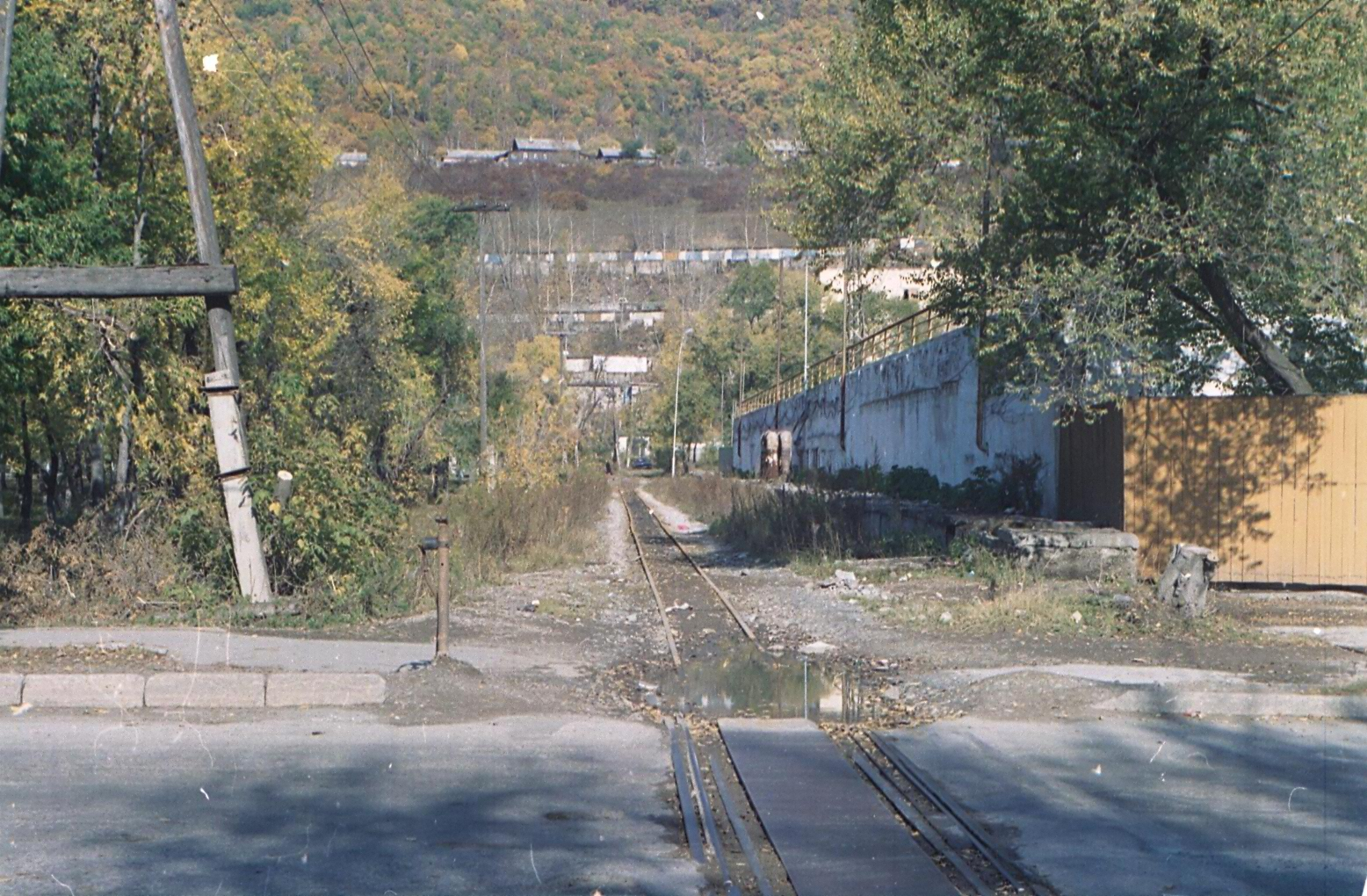
ルドナヤプリスタニの港へ続く狭軌鉄道の跡地
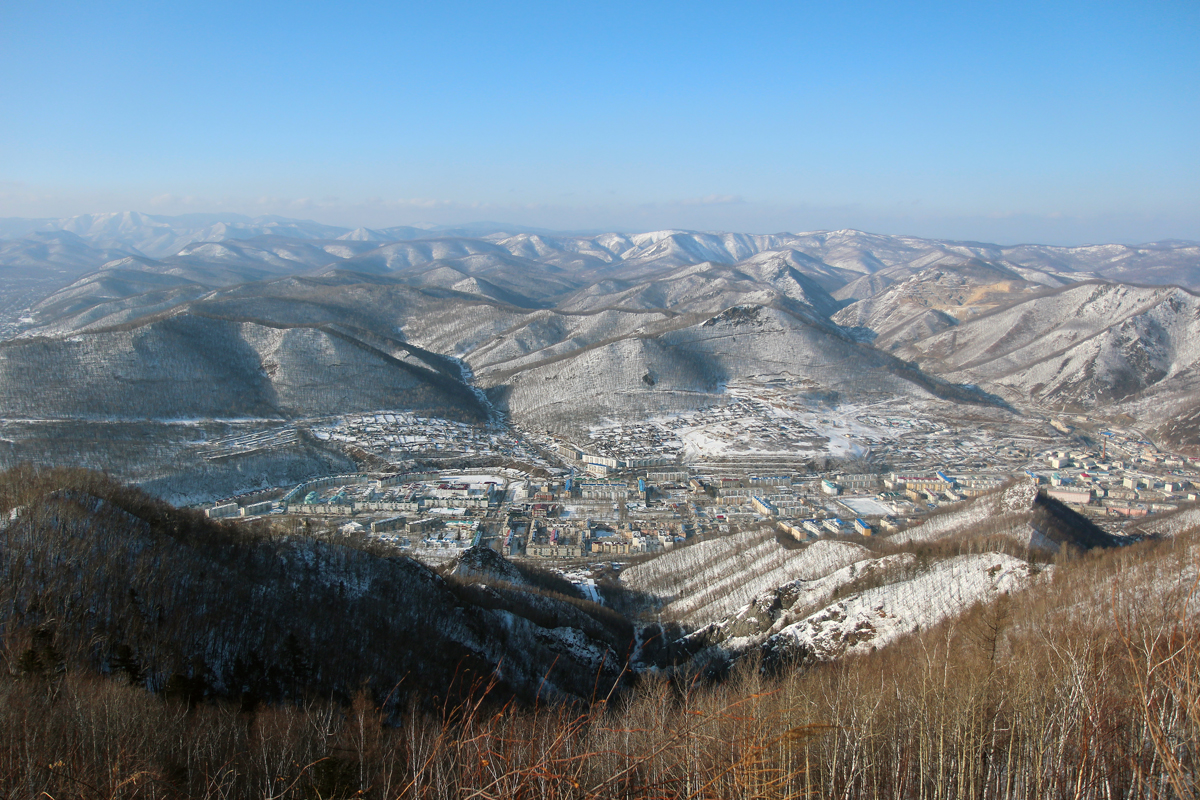
山から見下ろしたダリネゴルスクの町
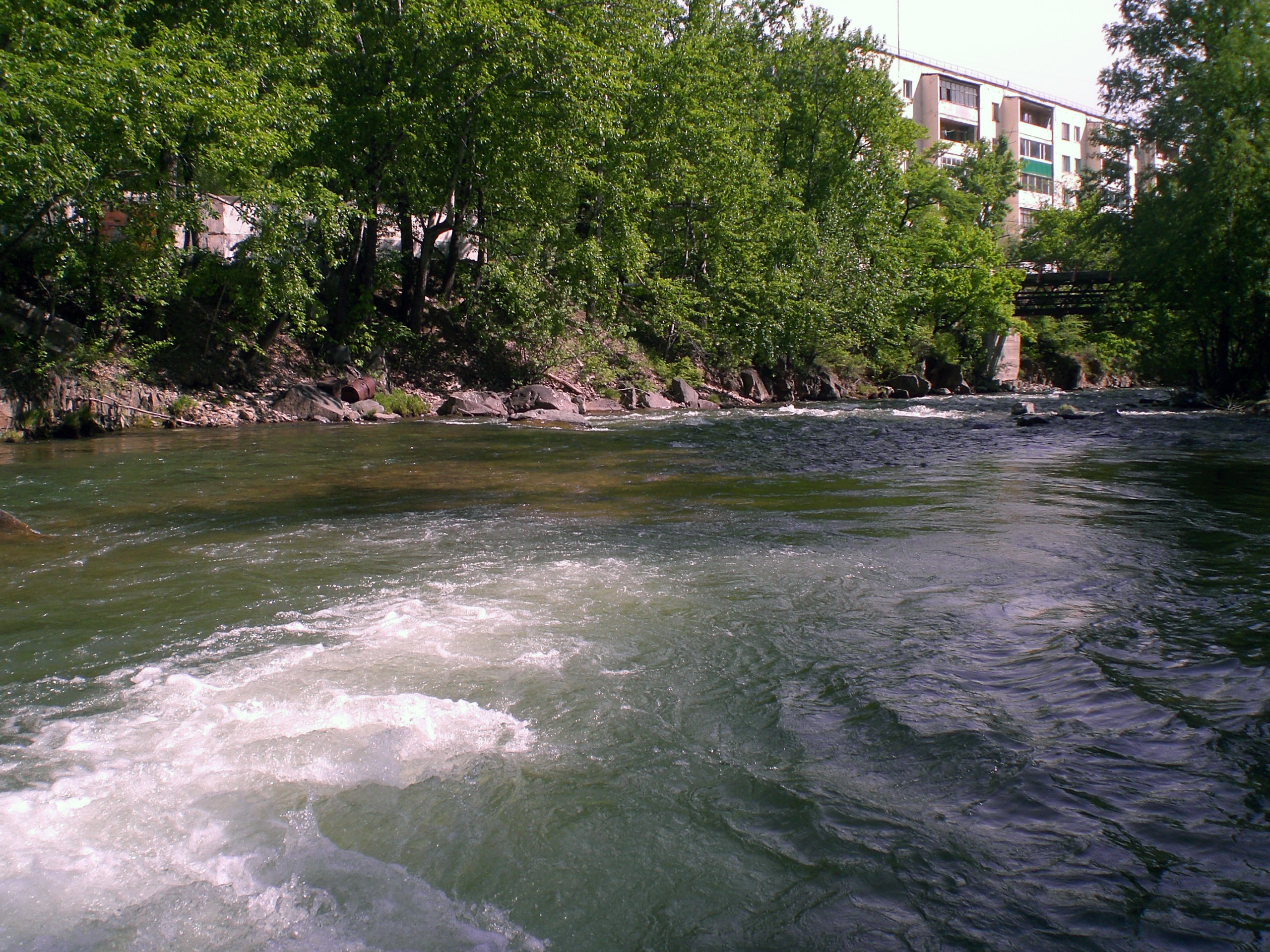
ルドナヤ川の岸辺
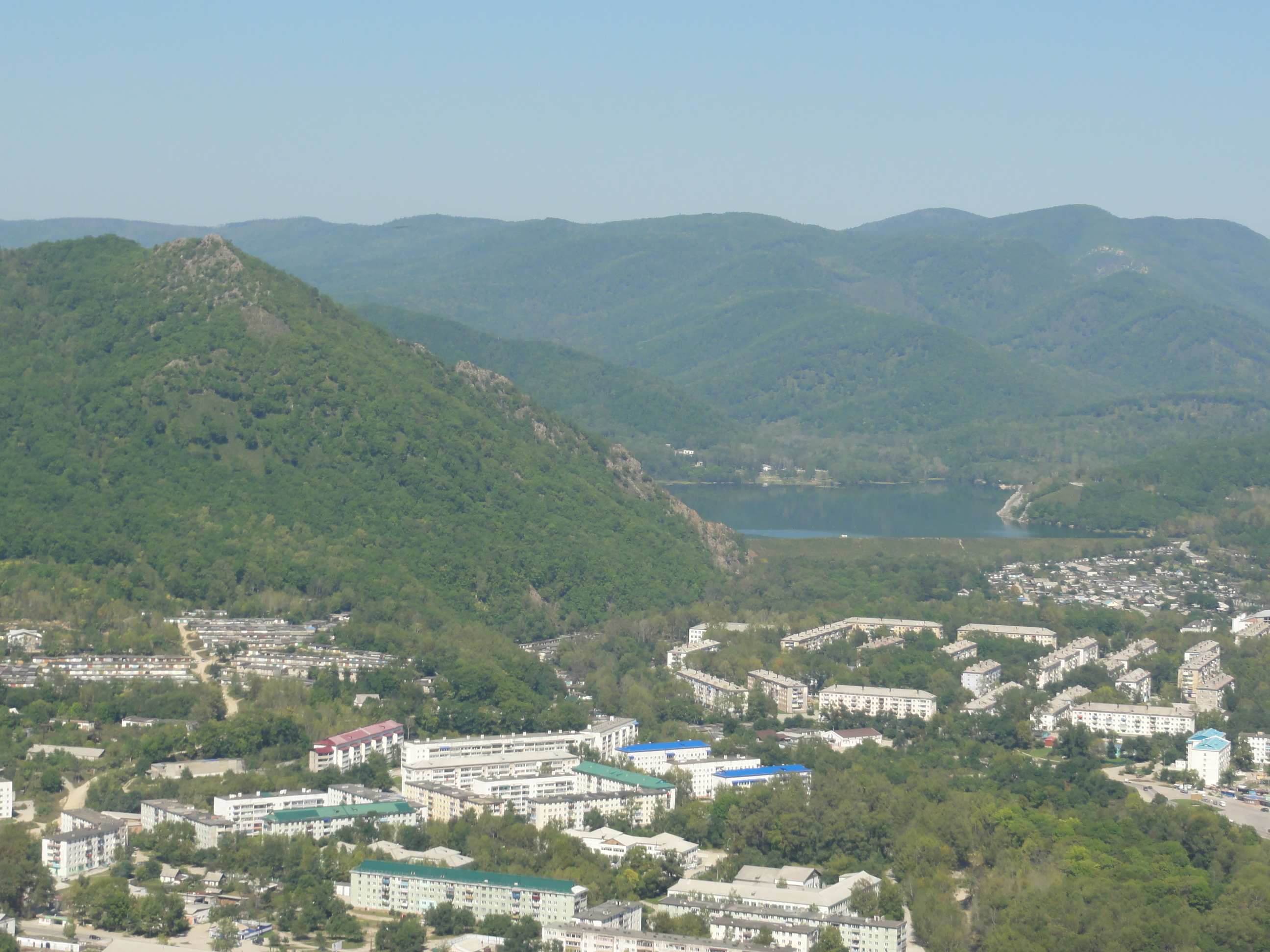
ゴルブシャ地区の遠景
化学工場